# Забуті люди на острові Кліппертон

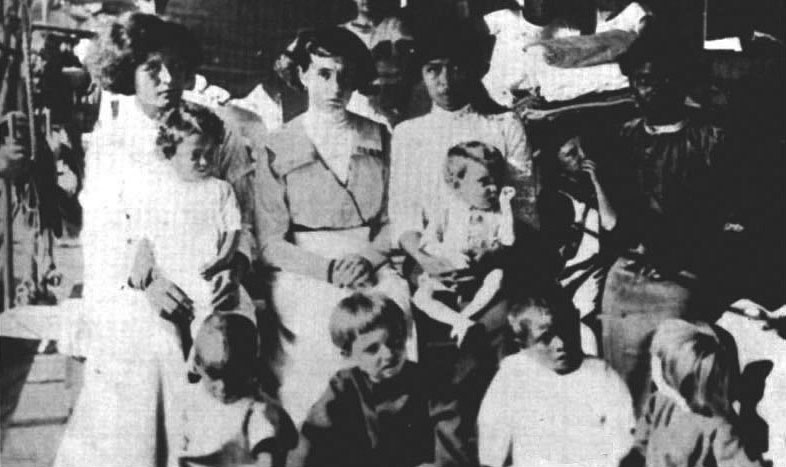
виживші кліппертонці

Забуті люди на острові Кліппертон - мешканці острова Кліппертон, які виявилися кинуті напризволяще, відрізані від решти світу в результаті Мексиканської революції (1910-1917), більшість яких померло від голоду та цинги .

## Історія

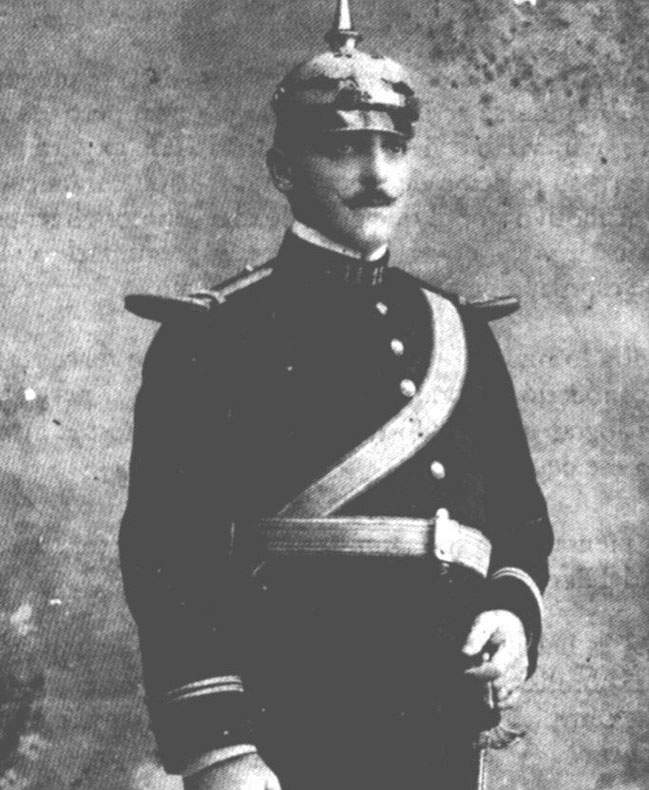
Капітан Рамон Арно у вересні 1908 року

Отримавши дозвіл на видобуток гуано, в 1906 році Науруанська фосфатна корпорація побудувала на острові Кліппертон свою базу. На найвищій точці острова «Скелі» (The Rock) встановили маяк, доступний для огляду на відстані в 30 миль.
У 1914 році на острів висадився військовий гарнізон з 12 солдатів і доглядача маяка під керівництвом капітана Рамона Арно. Разом з їх дружинами і дітьми все населення острова досягло 30 осіб. Так як на острові немає придатного для обробітку ґрунту і рослинності, то продовольство на кораблі поставлялося кожні два місяці з Акапулько.
В ході революції уряд Мексики забув про гарнізон солдатів (з їх дружинами і дітьми) на острові, і поставки продовольства припинилися. Капітан Арно розподілив наявні кокосові горіхи кожному по одному на один тиждень. Також люди харчувалися яйцями приморських птахів, равликами та крабами; ящірки вважалися делікатесом, а риба, за винятком небезпечних акул, до острова не підпливала. У спробі вибратися з острова і привести підмогу капітан Арно та кілька його міцних солдатів розбилися на рифах. Після цього на острів обрушився ураган і розкидав більшість халуп. Доглядач маяка Вікторіано Альварес вбив двох останніх солдатів і проголосив себе королем. Жінок, які не підпорядковувалися його волі, він кидав на поживу акулам, як сталося з однією дівчинкою. Він не мав влади лише над вдовою Арно, що взяла на себе повноваження загиблого чоловіка. Одна з жертв Альвареса, індіанка з племені які подолала свій страх перед тираном і заколола його ножем.
18 липня 1917 року американський корабель «Йорктаун» приплив до острова для перевірки, чи не встановили на острові свою військову базу німці (йшла Перша світова війна). Капітан Перилліл і його команда зустріли на острові виснажених, напівбожевільних 11 осіб: 3 жінок, підлітка і 7 дітей. 15-річна дівчинка виглядала не старше 8 років. Тих, хто вижив, доставили до мексиканського Саліна-Круса, де їх зустрічали, ніби вони повернулися з того світу. За вбивство індіанку не судили.
У 1959—1962 роках Мексика визнала за Францією права на острів Кліппертон. У 1959 році Франція запропонувала французьке громадянство 11 вижившим остров'янам та їх нащадкам. До закінчення терміну, даного на роздуми — 1 січня 1962 року, ніхто не погодився на цю пропозицію.

## Відображення в культурі

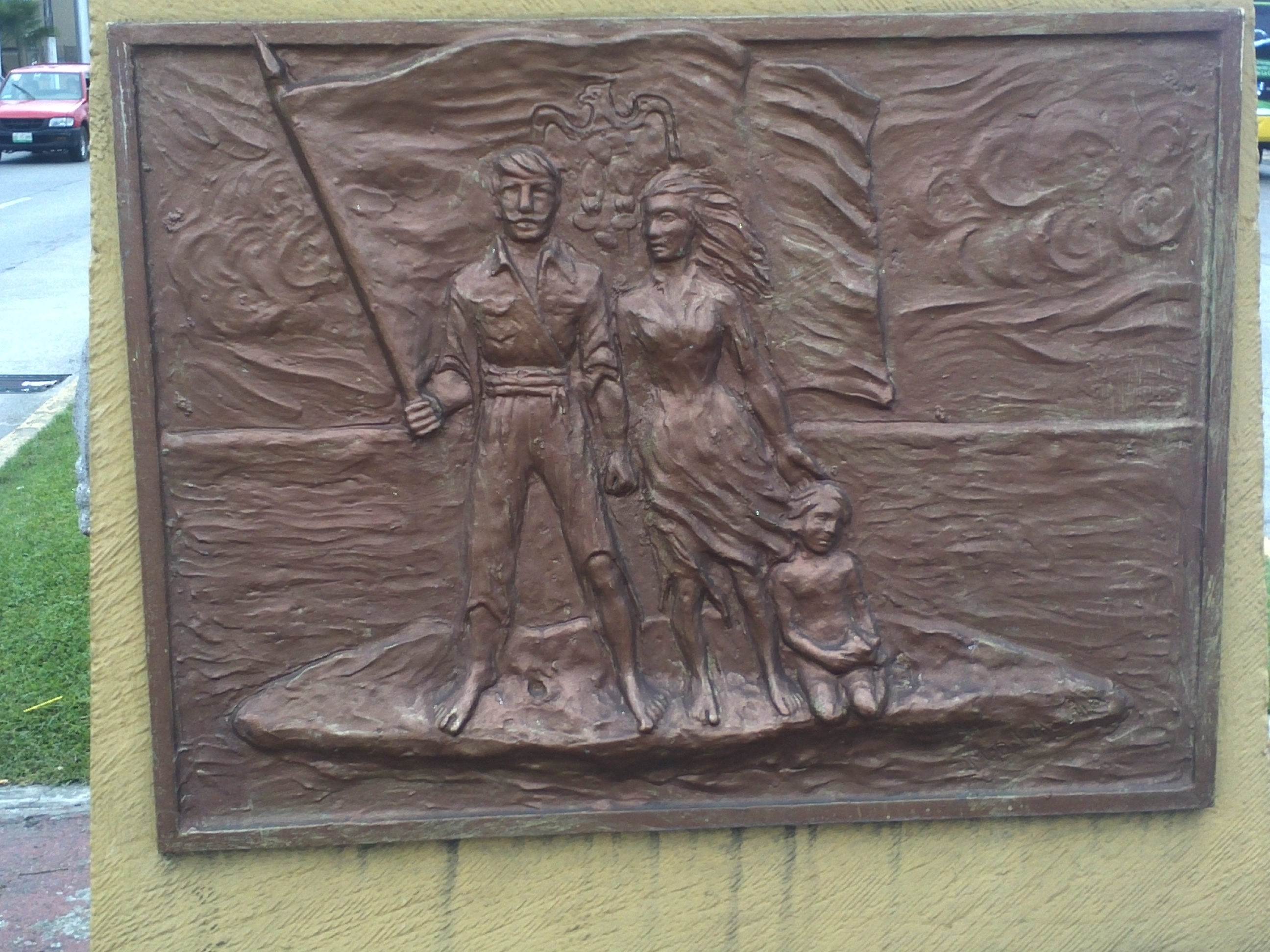
Рельєф на пам'ятнику капітану Арно в Орисабі

- 1989 - роман «Острів пристрасті» (ісп. La isla de la pasión) Лаури Рестрепо
- 2002 - роман «Король Кліппертону» ( Le Roi de Clipperton ) Жана-Уго Ліма
- 2014 року - роман «Острів дурнів» (ісп. Isla de bobos) мексиканської письменниці Ани Гарсії Бергуа (Ana García Bergua)

### Кінематограф
- 1981 - фільм «Забутий острів Клиппертон» (Clipperton island time forgot) Жака-Іва Кусто [3][4]
- 2004 - документальний фільм « Clipperton» від ALTI Corporation, Режисер: Роберт Амрам. (Велика Британія)